# Hōkoku-ji

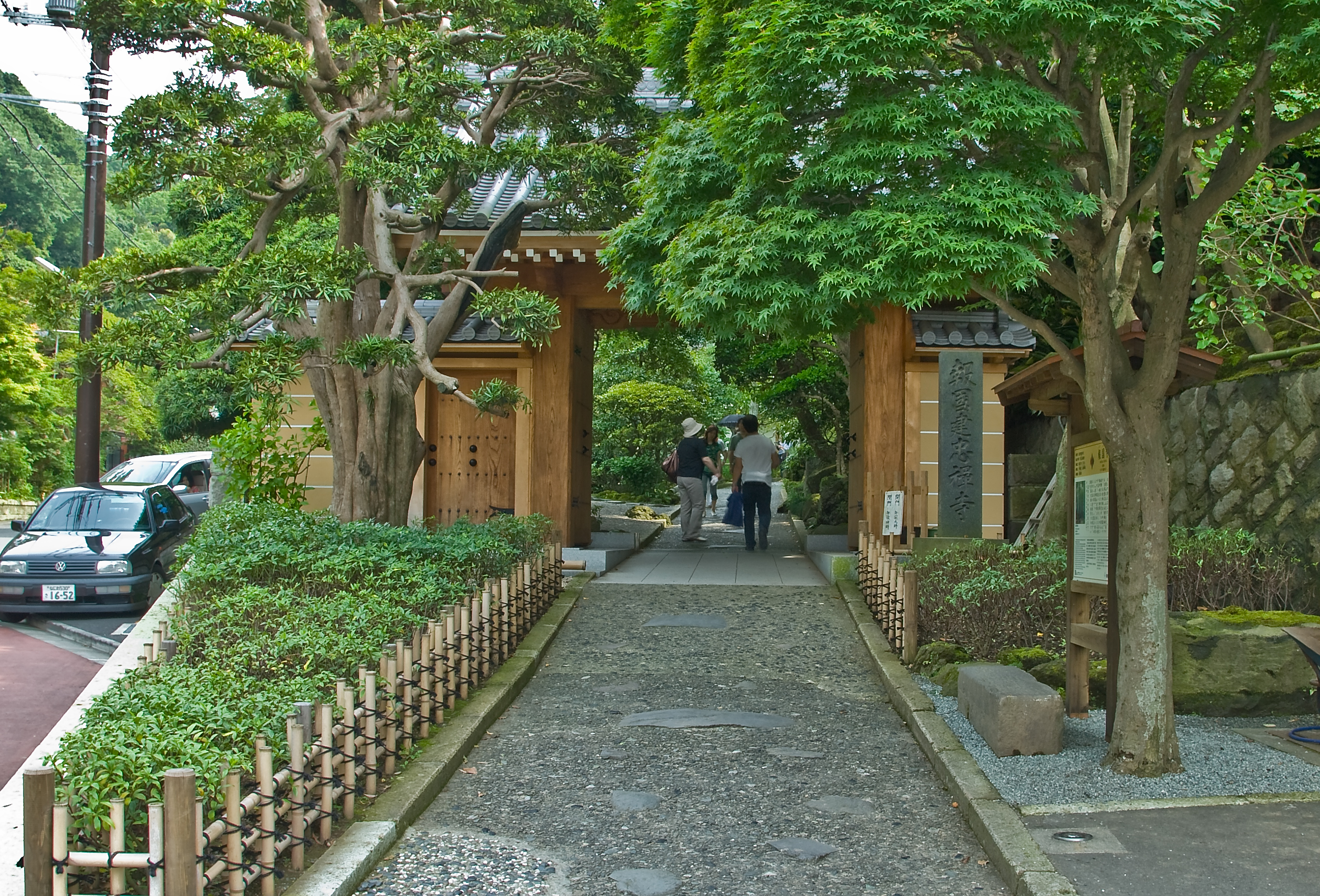
L'entrée du Hōkoku-ji

Le Hōkoku-ji (報国寺) est un vieux temple de l'école Kenchō-ji du courant Rinzai du Bouddhisme Zen situé dans la ville de Kamakura au Japon. Célèbre pour son jardin de bambous, il est également connu comme « temple de bambou ».
Une statue de Gautama Buddha, appelé Shaka Nyorai en japonais, dans un bâtiment sacré est le principal objet de vénération du temple. L'originale d'une statue de Sho Kan'non est exposée au musée des trésors nationaux de Kamakura. Le temple est parfois appelé Takuma-dera d'après le nom du créateur d'une statue de Kashyap (en) détruite par un incendie en 1891 dans un bâtiment adjacent.
Le temple est le 10e du pèlerinage des 33 Kannon de Kamakura. La superficie du site est approximativement de 13 000 m.

## Histoire
Temple familial des clans Ashikaga et Uesugi, le Hōkoku-ji est fondé par le prêtre Tengan Eko en 1334 (première année de l'ère Kemmu) afin de commémorer Ashikaga Ietoki, grand-père d'Ashikaga Takauji premier shogun du shogunat Ashikaga.
Connu après sa mort par son nom bouddhiste Butsujo Zenji, Eko est membre de l'école de la littérature des cinq montagnes. Des exemplaires qu'il a faits des enseignements bouddhistes et  de seaux en bois de ses noms « Tengan » et « Eko » sont désignés biens culturels importants et conservés au musée de Kamakura dans l'enceinte du Tsurugaoka Hachiman-gū,,,. Parmi les autres trésors appartenant au temple se trouvent une peinture sur soie de Zaichū Kōen datant de 1388, une peinture d'Arhats de l'époque de Muromachi et une paire de peintures de fleurs et d'oiseaux de la Chine des Ming, toutes patrimoine culturel préfectoral conservées dans le même musée; un certain nombre d'œuvres supplémentaires ont été désignées à la protection au niveau municipal,,,.
Les cendres de la famille Ashikaga, y compris Ietoki et Yoshihisa tous deux décédés tragiquement par seppuku (Yoshihisa âgé seulement de 13 ans), seraient enterrées dans les grandes  grottes sur le côté ouest du temple.
Le séisme de 1923 de Kantō détruit la plupart des bâtiments du temple, dont le toit original en paille du bâtiment principal. Un toit similaire est disposé sur le clocher aujourd'hui. La plupart des bâtiments du temple ont été reconstruits.
Près du shōrō (beffroi), des sortes de pagodes en pierre à quatre niveaux appelées gorintō commémorent les milliers de guerriers tués au siège de Kamakura (1333) qui marque la fin de la domination du clan Hōjō.

## Le bosquet de Bambous
Une ancienne annexe derrière le hall principal était une zone d'entraînement où Butsujo Zenji a également écrit des poèmes. Aujourd'hui, un bosquet d'environ 2 000 bambous mōsō  se trouve à la place de l'annexe. Le site dispose d'un petit salon de thé (chashitsu) populaire auprès des touristes.

## Galerie d'images

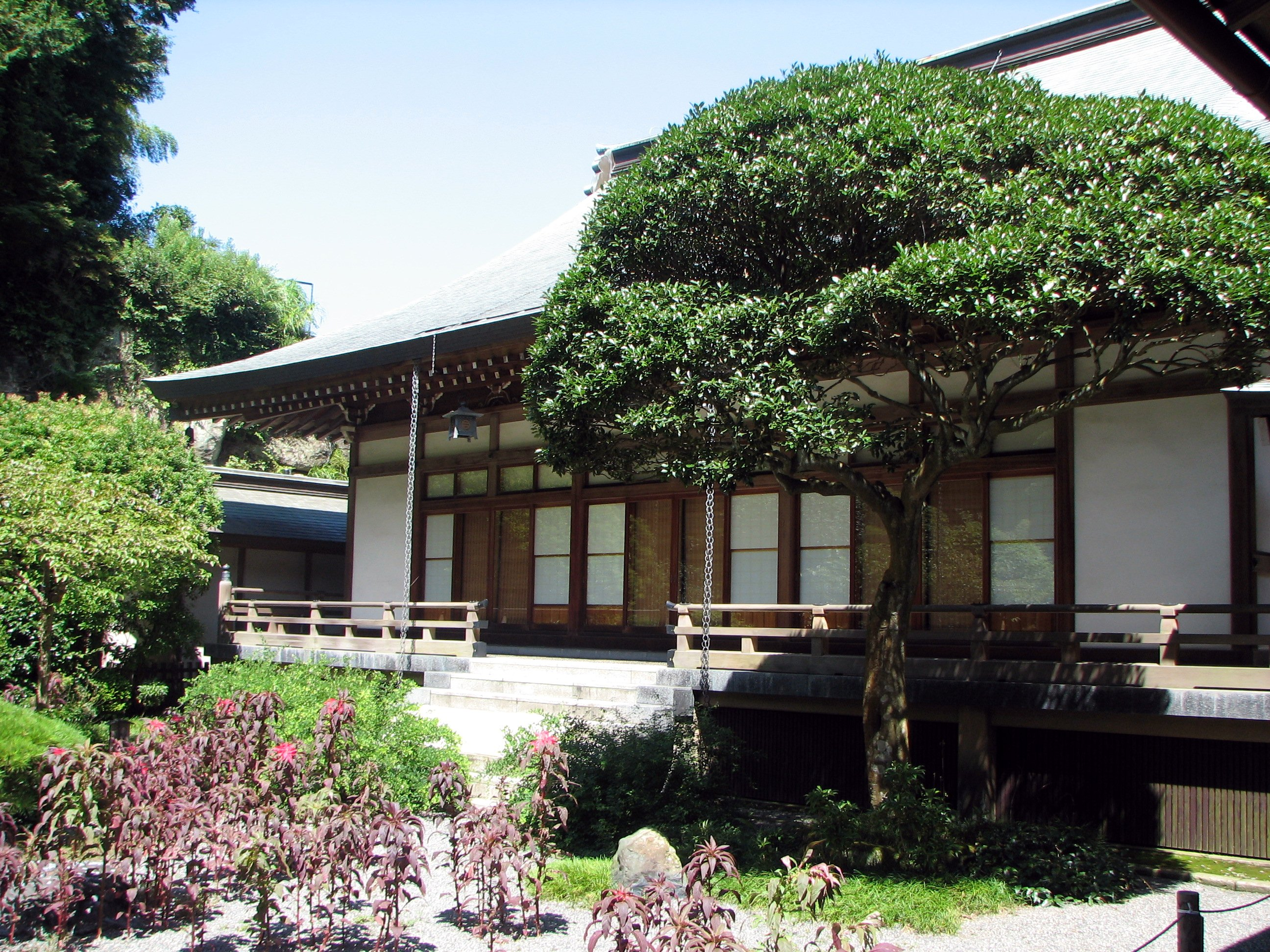
Les bâtiments du temple
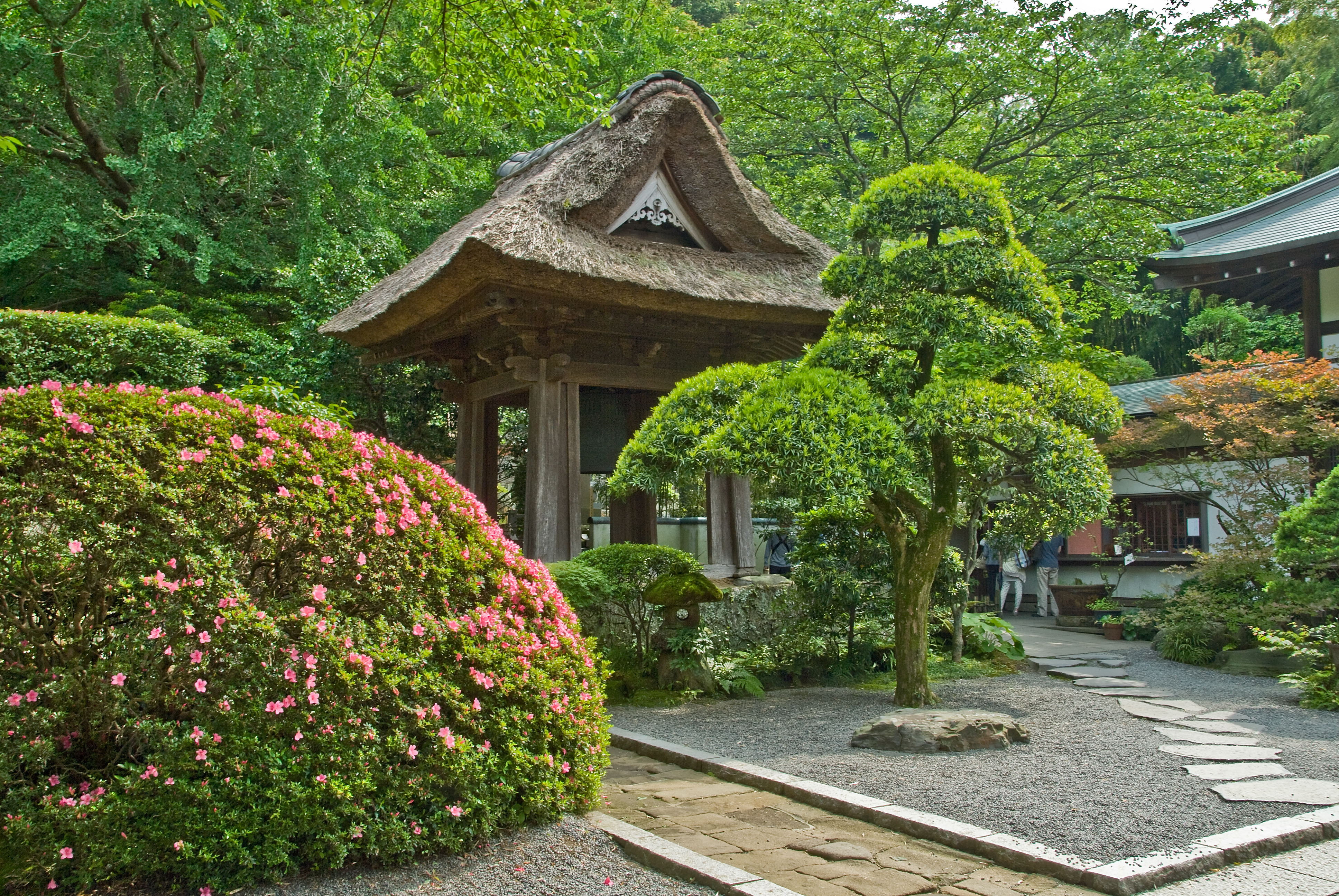
Le clocher, avec son toit de paille
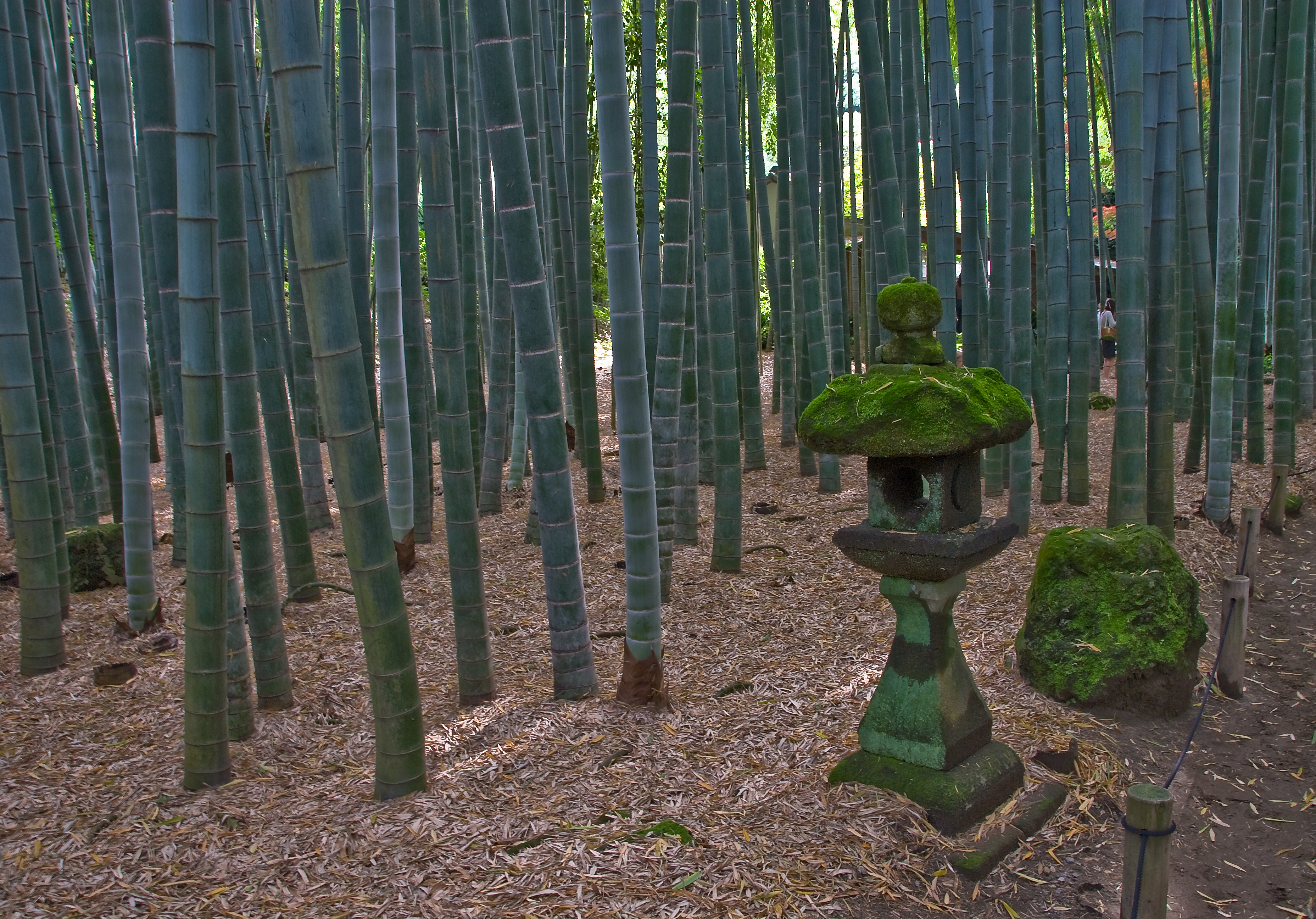
Gorintō au milieu de la forêt de bambous
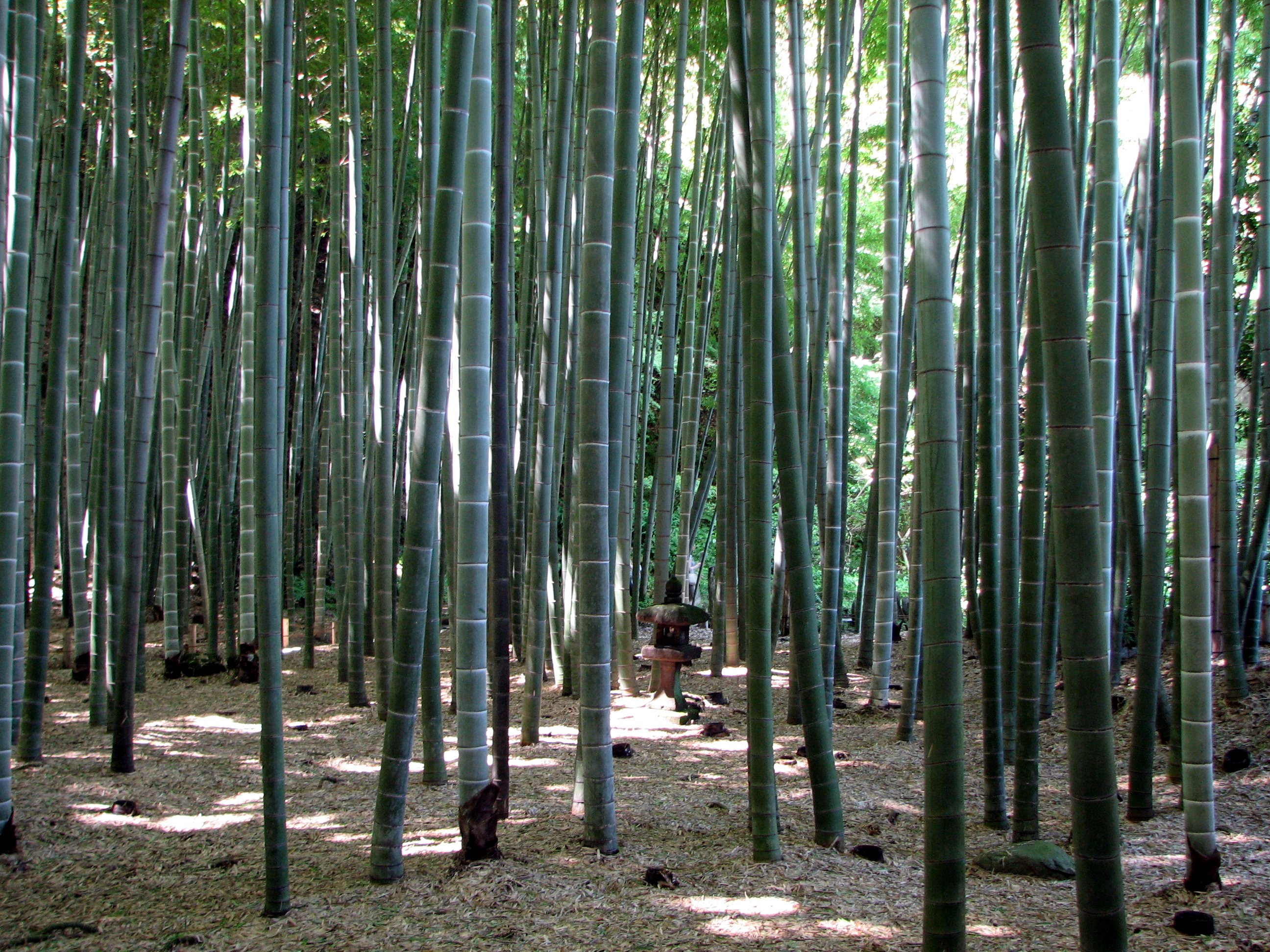
Bosquet de bambous mōsō